# Baroque

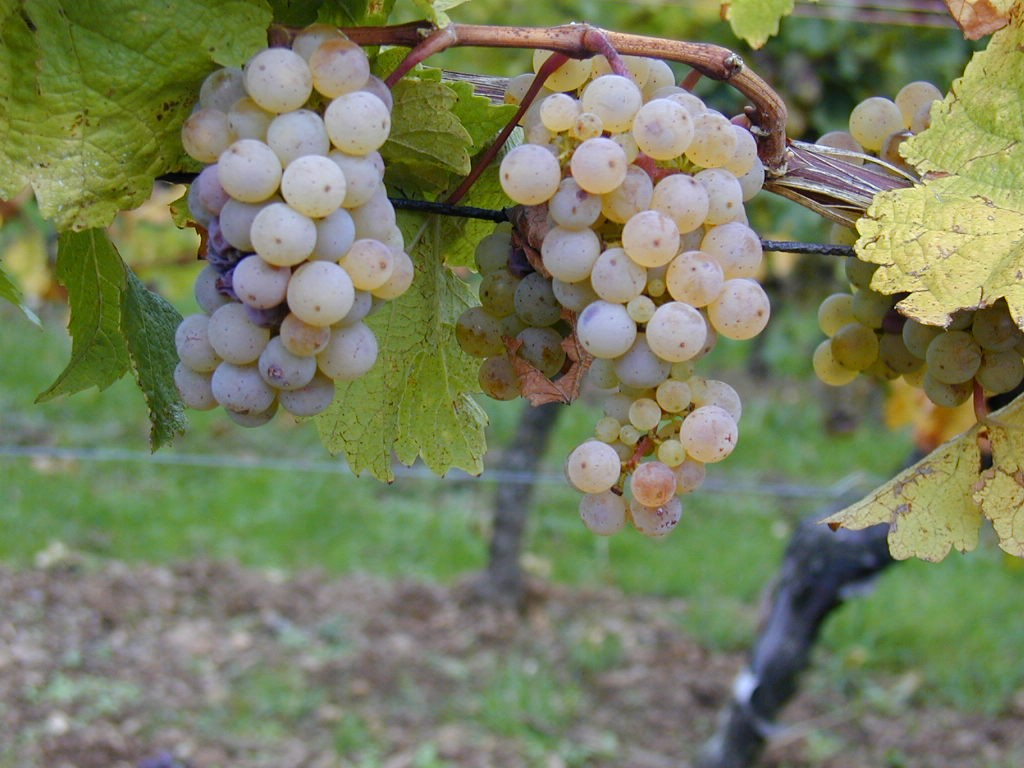
Wit druivenras

De Baroque is een witte druivensoort uit het zuidwesten van Frankrijk.

## Geschiedenis
Dit ras komt uit het departement Landes in het zuidwesten van Frankrijk en zeer waarschijnlijk uit het gebied rond Tursan en Chalosse. Het is nog een redelijk jonge variëteit, want pas in 1894 wordt er voor het eerst melding van gemaakt. Waar de naam vandaan komt, is nog niet te beantwoorden. DNA-onderzoek in de toekomst zal tevens moeten uitwijzen door welke kruising deze druif is ontstaan.

## Kenmerken
Het is een sterke groeier, dus snoeien is een noodzaak. Gevoelig voor droogte en zeker ook voor botrytis. Maar aan de andere kant is het resistent voor echte meeldauw.

## Gebieden
Het aantal hectares waarop deze druif wordt geplant, neemt in de laatste decennia gestaag af en beslaat nu nog maar ruim 100. In vergelijking : in 1960 bedroeg het aantal hectare nog bijna 6.000.

## Synoniemen[1]
- Barake
- Baroca
- Baroke
- Barroque
- Blanc Bordelais
- Bordelais

- Bordelais Blanc
- Bordeleza Zuria
- Boudales
- Bourdales
- Escripet

- Folle
- Muscadelle de Nantes
- Petit Bordelais
- Plant Bordelais
- Sable Blanc